# Hololepta amurensis
Hololepta amurensis är en skalbaggsart som beskrevs av Edmund Reitter 1879. Hololepta amurensis ingår i släktet Hololepta och familjen stumpbaggar. Inga underarter finns listade i Catalogue of Life.